# Rob Peeters

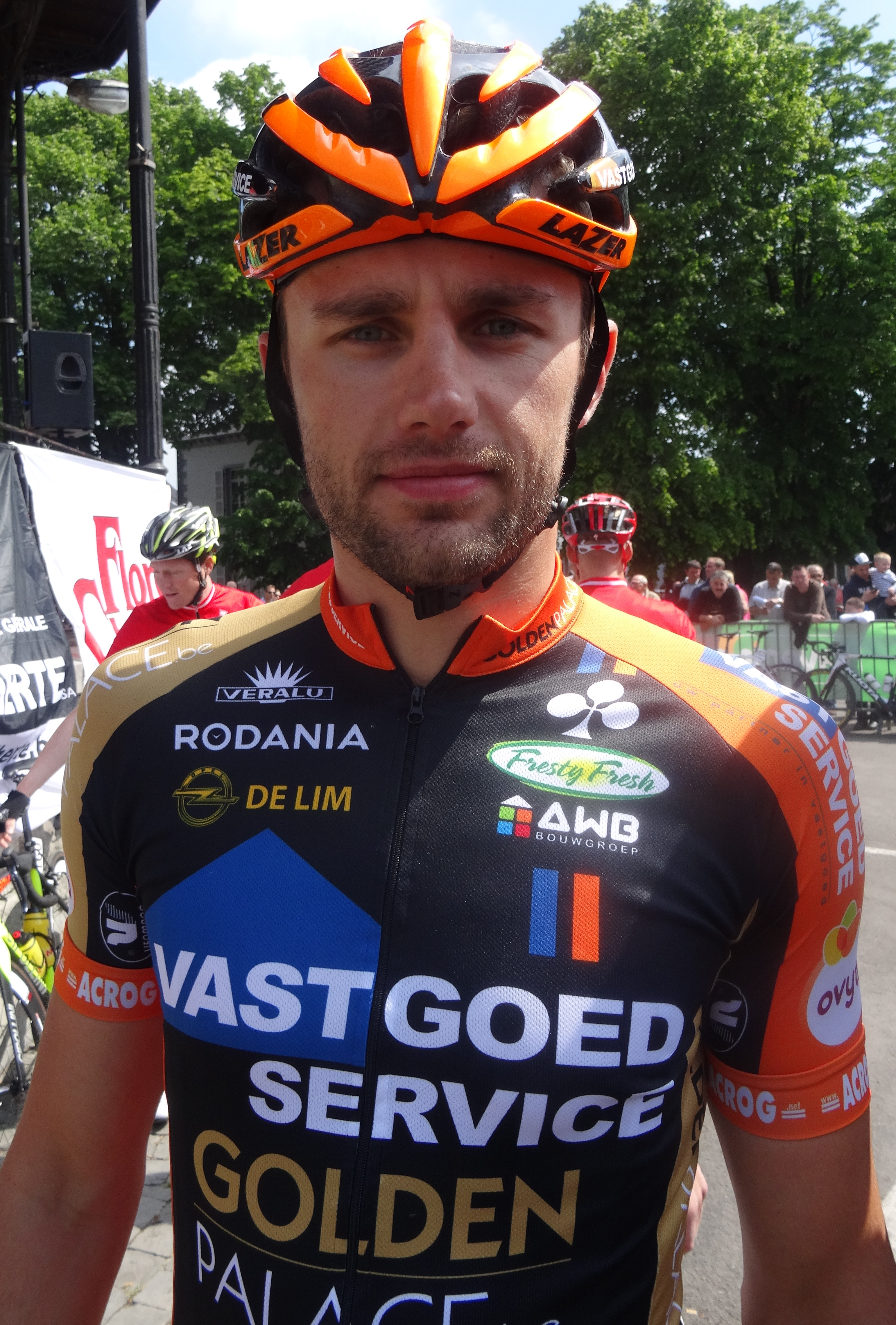
Rob Peeters (2014)

Rob Peeters (* 2. Juli 1985 in Geel) ist ein belgischer Radrennfahrer.
Peeters ist  Cyclocrossspezialist und gewann in dieser Disziplin 2006 bei der U23-Europameisterschaft in Huijbergen die Bronzemedaille. Später bei der belgischen Meisterschaft 2007 wurde er in der U23-Klasse Zweiter. In seiner weiteren Karriere gewann er verschiedene Rennen des internationalen Kalenders. Sein bedeutendstes Ergebnis war der zweite Rang bei den Cyclocross-Weltmeisterschaften 2012.
Auf der Straße gewann Peeters 2015 die Bergwertung der Ster ZLM Toer.

## Erfolge

### Cross
2006/2007
- Europäische Meisterschaften (U23)
- Belgische Meisterschaften (U23)

2007/2008
- Grote Prijs De Ster Sint-Niklaas, Sint-Niklaas

2009/2010
- Grand Prix DAF Grand Garage Engel, Differdange
- National Trophy Round 6, Rutland
- Cyclo-Cross International de Lanarvily, Lanarvily

2010/2011
- Kasteelcross Zonnebeke, Zonnebeke

2011/2012
- Belgische Meisterschaften
- Kasteelcross Zonnebeke, Zonnebeke
- Weltmeisterschaften

2012/2013
- Internationale Centrumcross van Surhuisterveen, Surhuisterveen

2013/2014
- Belgische Meisterschaften

2016
- China International Cross-Event, Yanqing

### Straße
2015
- Bergwertung Ster ZLM Toer

## Teams
- 2007 Landbouwkrediet-Tönissteiner (ab 17. April)
- 2008 Landbouwkrediet-Tönissteiner
- 2009 Landbouwkrediet-Colnago
- 2010 Telenet-Fidea
- 2011 Telenet-Fidea
- 2012 Telenet-Fidea
- 2013 Telenet-Fidea
- 2014 Vastgoedservice-Golden Palace Continental Team
- 2015 Vastgoedservice-Golden Palace Continental Team
- 2016 Crelan-Vastgoedservice Continental Team
- 2017 Pauwels sauzen-Vastgoedservice